# Toguz-Toro
Toguz-Toro är ett distrikt i Kirgizistan.   Det ligger i oblastet Zjalal-Abad Oblusu, i den centrala delen av landet, 170 km söder om huvudstaden Bisjkek.